# Leonyid Fjodorovics Makulov
Leonyid Fjodorovics Makulov (oroszul: Леонид Фёдорович Макулов, 1907. július 17. – 1982. augusztus 3.) moksa nemzetiségű író. 1982-ben a Mordvin ASSZK kitüntetett írója, 1958-tól a Szovjet Írószövetség tagja.

## Élete és pályafutása
Parasztcsaládban született Perhljaj faluban, Mordvinföld Ruzajevkai járásában. 1923-ban elvégezte az elemi iskolát, majd 1929-ben a mordvin tanítóképzőt. Dolgozott az Od vele (Од веле, Új falu) újság szerkesztőségében. 1939-ben elvégezte a Mordvin Tanárképző Főiskolát is, amit követően a Zubova Poljana-i járásban található Novije Viszelki (Новые Выселки) község középiskolájában tanított. 1946-tól 1955-ig a Tanártovábbképző Intézeben volt anyanyelvi és irodalmi módszertani szakértő. 1955-től 1961-ig a mordvin könyvkiadóban dolgozott szerkesztőként. 
A harmincas években kezdett publikálni, több elbeszélés-gyűjteménye is megjelent. Domokos Péter irodalomtörténész szerint Mokseny sztyir (Мокшень стирь, A moksa leány, 1957) című kisregénye „kitűnő”, „amelyben a húszas évek hősi munkát végző mordvin pedagógustársadalmának állít maradandó emléket.” Ezt a munkáját nagy érdeklődés övezte, több orosz nyelvű kiadást is megért Ucsityelnyica (Учительница, Tanítónő) címmel. Népszerűek lettek gyermekek számára írt elbeszélései is.